# 628 (číslo)
Šest set dvacet osm je přirozené číslo. Následuje po čísle šest set dvacet sedm a předchází číslu šest set dvacet devět. Římskými číslicemi se zapisuje DCXXVIII a řeckými číslicemi χκη.

## Matematika
628 je:
- Deficientní číslo
- Složené číslo
- Nešťastné číslo

## Astronomie
- (628) Christine je planetka hlavního pásu, kterou objevil v roce 1907 August Kopff

## Roky
- 628
- 628 př. n. l.